# Franz Edlauer

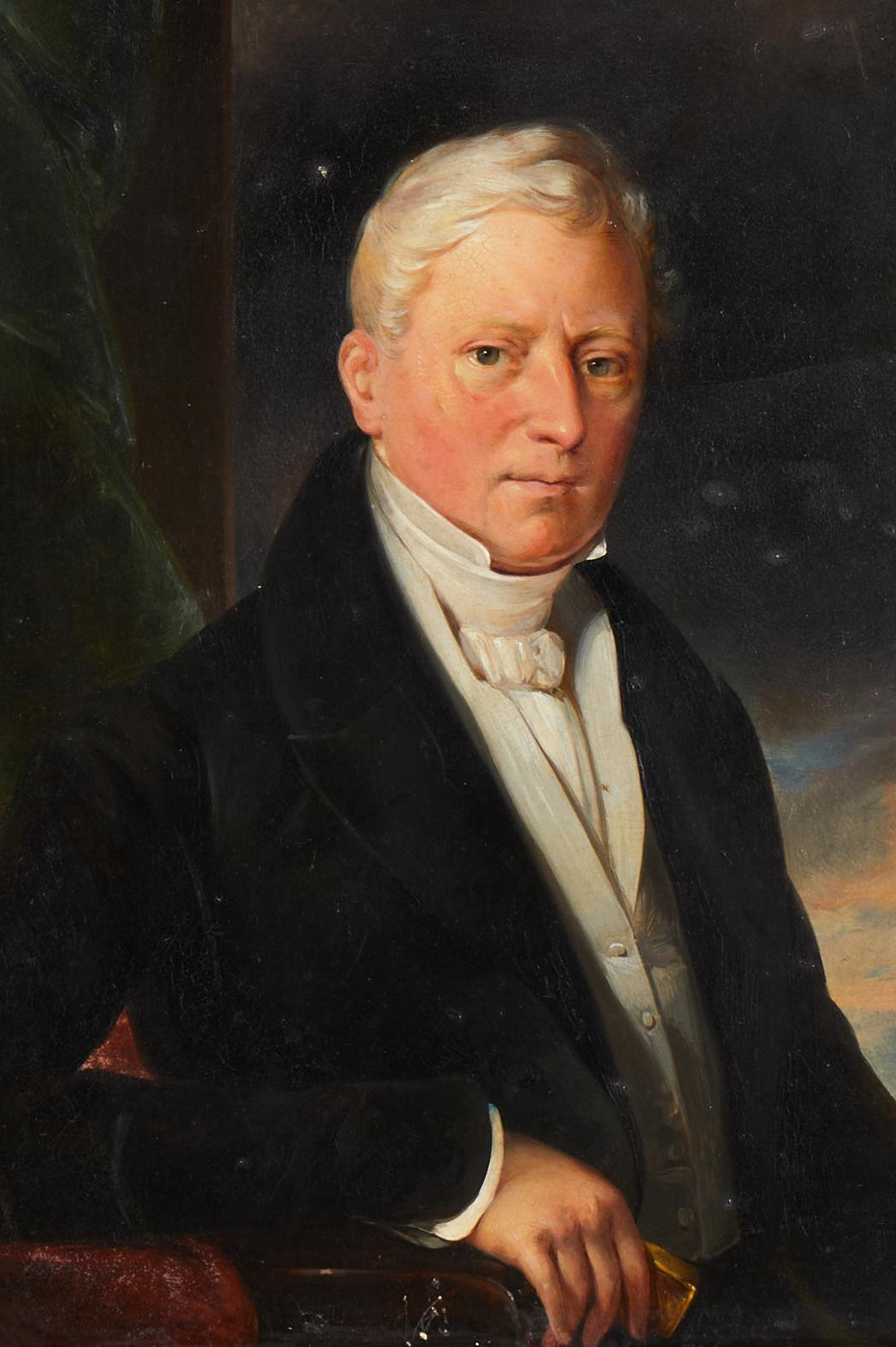
Franz Edlauer um 1850

Franz Edlauer (* 5. September 1798 in Laibach; † 22. August 1866 in Weidling) war ein österreichischer Jurist und Politiker.

## Leben
Edlauer studierte Rechts- und Staatswissenschaften von 1821 bis 1826 an der Universität in Wien, wo er auch 1826 zum Dr. jur. promovierte. Danach wurde er Supplent des römischen und des kanonischen Rechts an der Universität Wien. Er starb am 22. August 1866 in Weidling bei Klosterneuburg.

## Wissenschaftliche und politische Laufbahn
Seine wissenschaftliche Laufbahn als Jurist begann 1829, als ihm bei der juristischen Fakultät der Universität Graz die Sublierung der Lehrkanzel für Privat-, Staats- und Kriminalrecht übertragen wurde. Diese Lehrkanzel wurde ihm 1831 als Nachfolger des Lehrkanzelinhabers Prof. Sebastian Jenull, der nach Wien berufen worden war, endgültig übertragen.
Da er sich auch für Politik sehr interessierte, nahm er die 1848 ausgebrochene Revolution zum Anlass, für die Frankfurter Nationalversammlung zu kandidieren. Er wurde auch für den Wahlkreis Steiermark/Lietzen gewählt und nahm seinen Abgeordnetensitz in Frankfurt am Main am 18. Mai 1848 ein. Wie viele der österreichischen Mitglieder der Frankfurter Nationalversammlung schloss er sich keiner der zahlreichen Fraktionen an. Er war Mitglied im Finanzausschuss. Am 23. April 1849 legte er sein Mandat nieder und kehrte auf seine Lehrkanzel in Graz zurück.
1850 wurde er auf den Lehrstuhl für Rechtsphilosophie in Wien berufen. Da er aber bereits 1848 wegen des Inhalts seiner rechtsphilosophischen Vorlesungen verwarnt worden war, verweigerte ihm die Regierung (Graf von Thun) 1854 die Bestätigung seiner Wahl zum Dekan der juristischen Fakultät.
Franz Edlauer war korrespondierendes Mitglied der österreichischen Akademie der Wissenschaften.